# 哼哈二将
哼哈二将，是兩位佛教護法的俗稱，是執金剛神的一種，經常畫在佛寺的山门上，作為護法，又尊称为金剛力士、仁王。
在佛教中，有两位金刚力士，一位叫密迹金刚（嘴型為「吽」），是「二十諸天」之一，另一位叫“那罗延王”（嘴型為「阿」）。两位金刚力士，就守卫在在佛教寺院的山门内的左右，“密迹金刚”在左，“那罗延坚固王”在右，而山门又称为仁王门，或仁王殿。

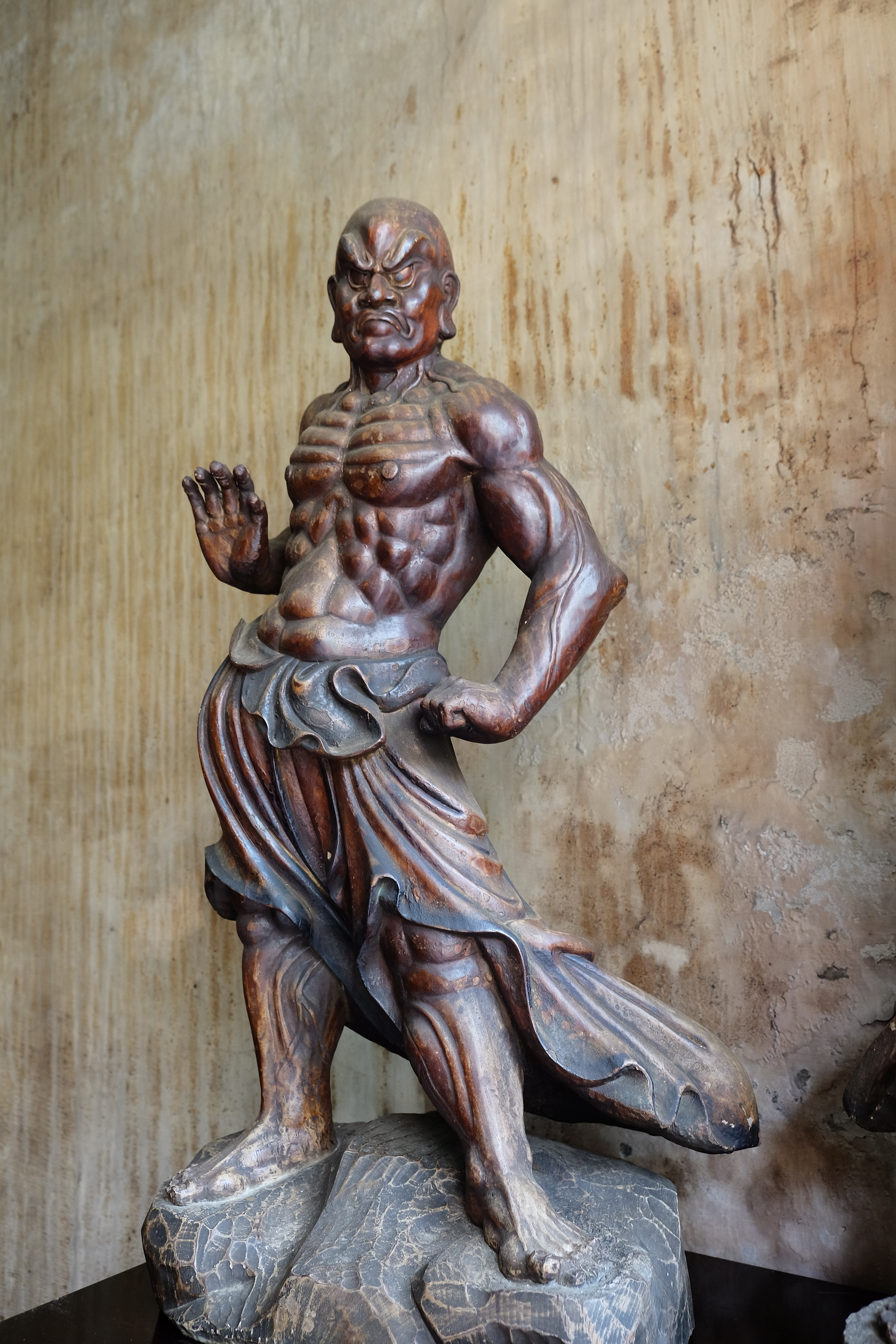
哼將軍，台灣台北市大稻埕慈聖宮
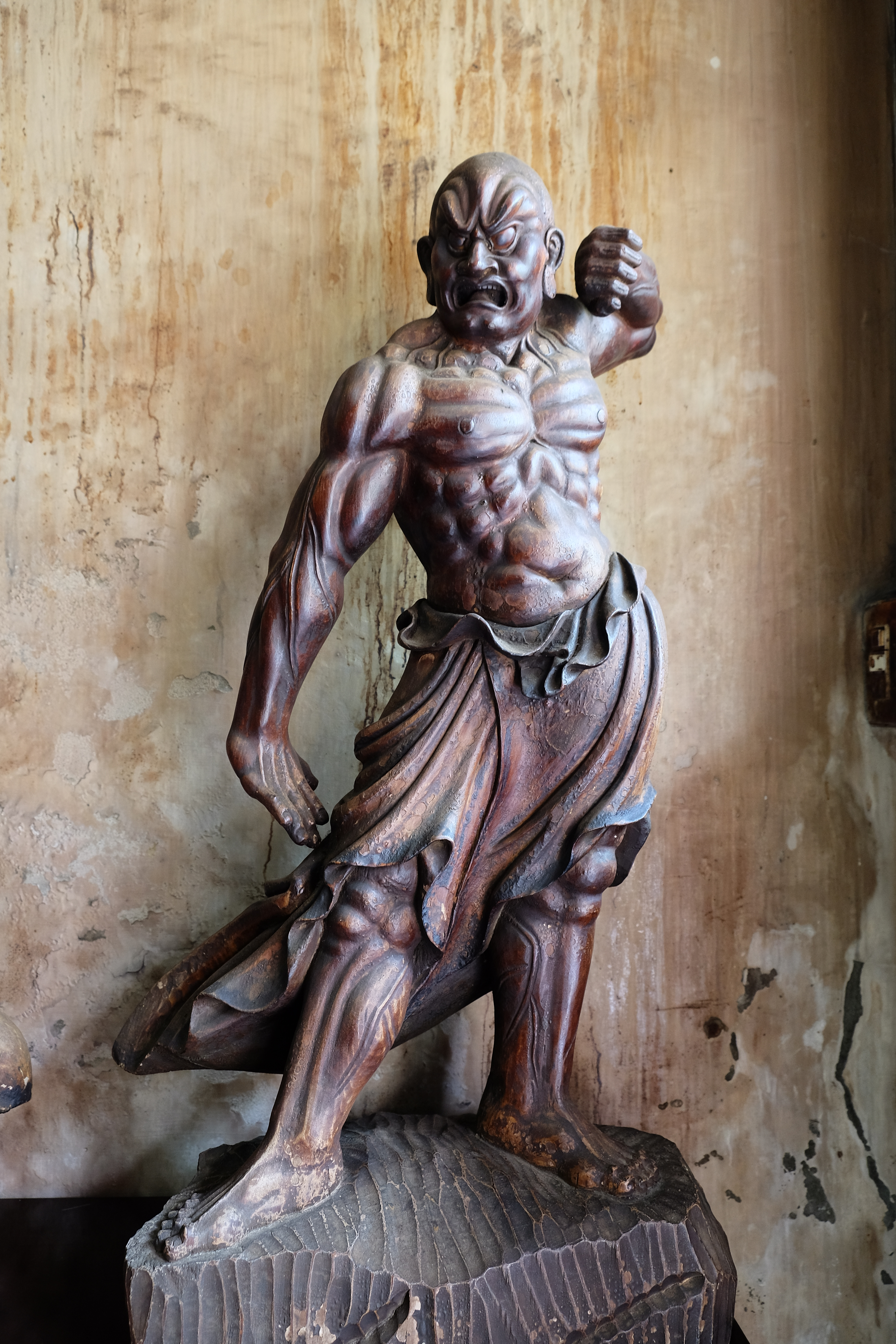
哈將軍，台灣台北市大稻埕慈聖宮

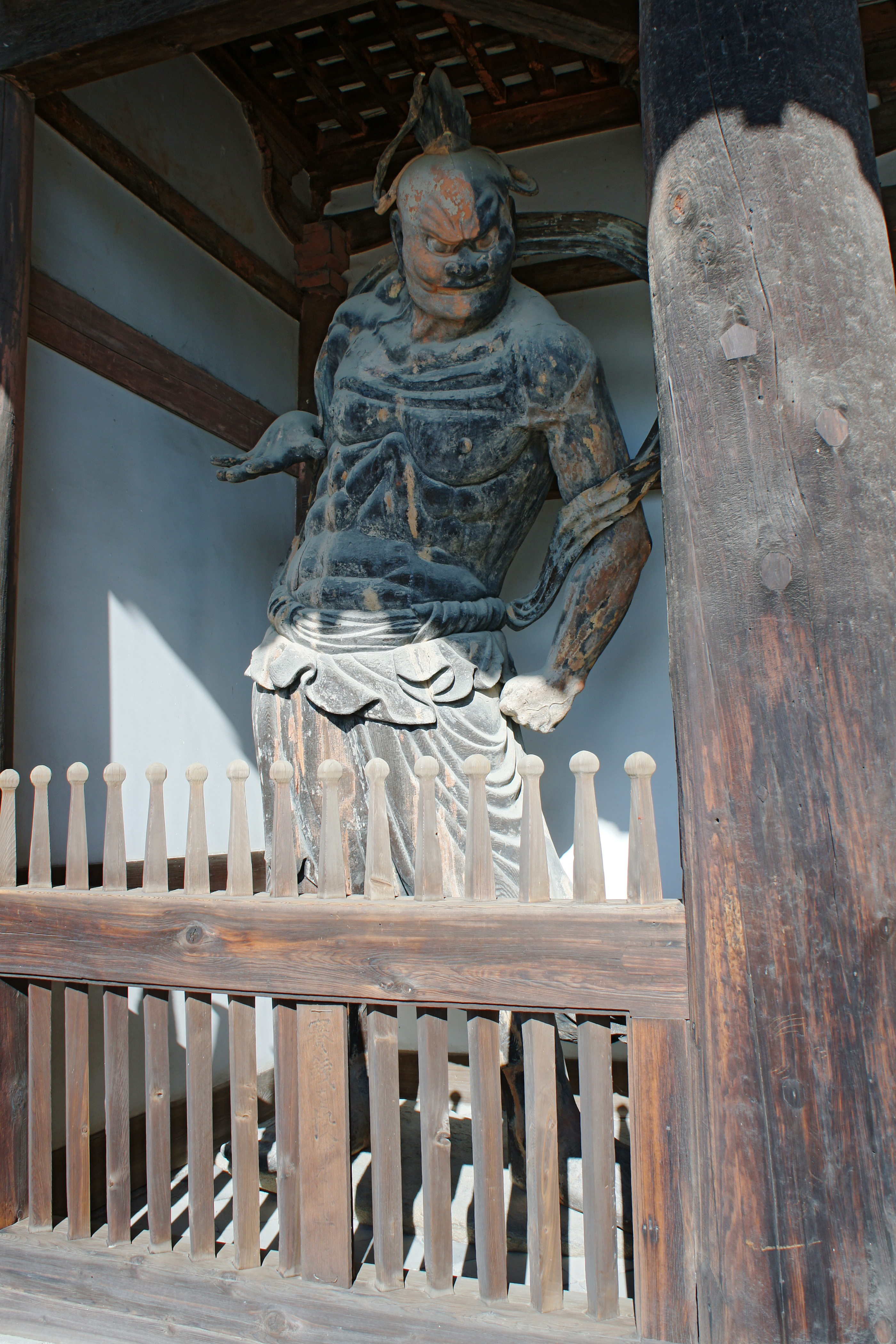
吽形，日本奈良法隆寺
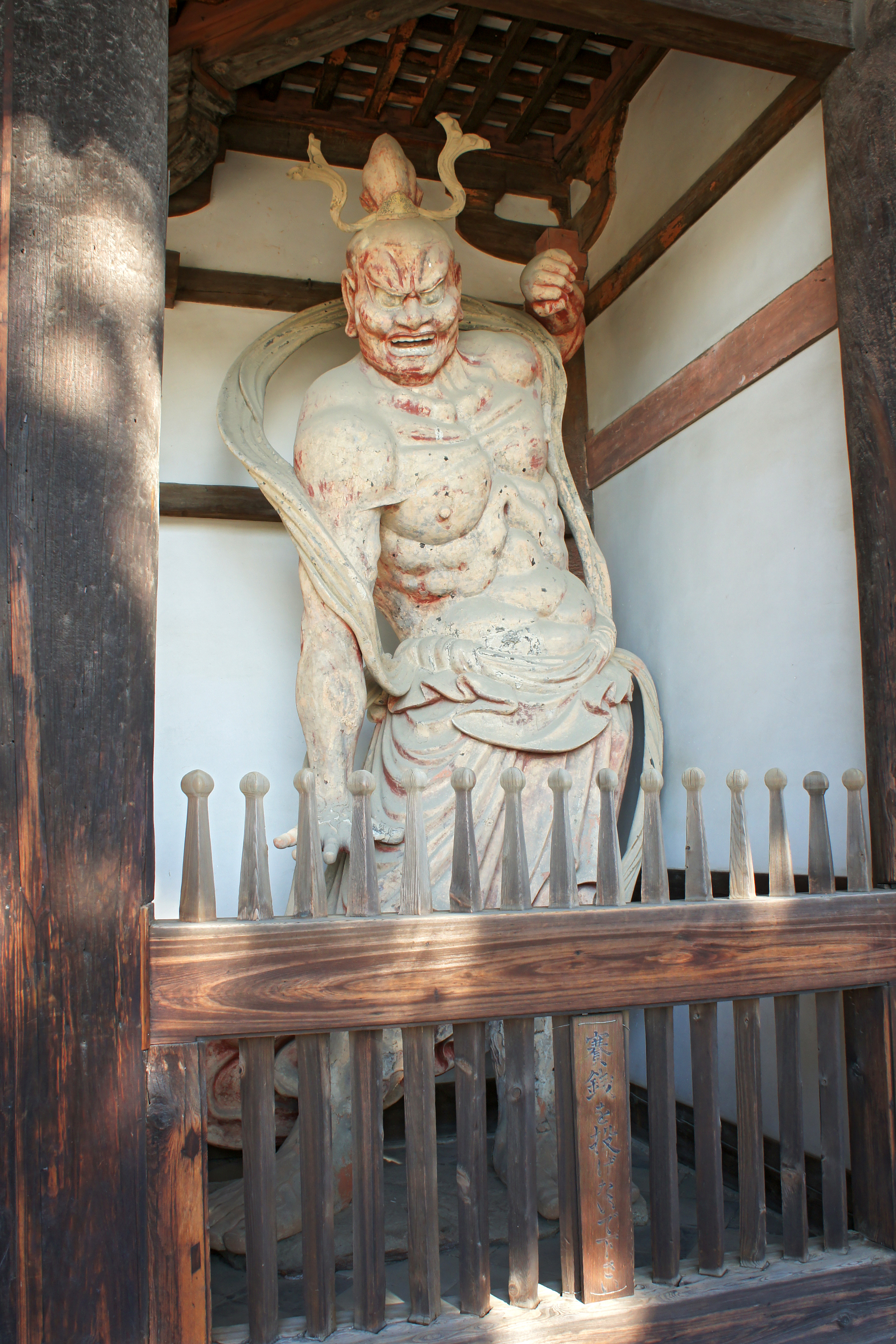
阿形，日本奈良法隆寺

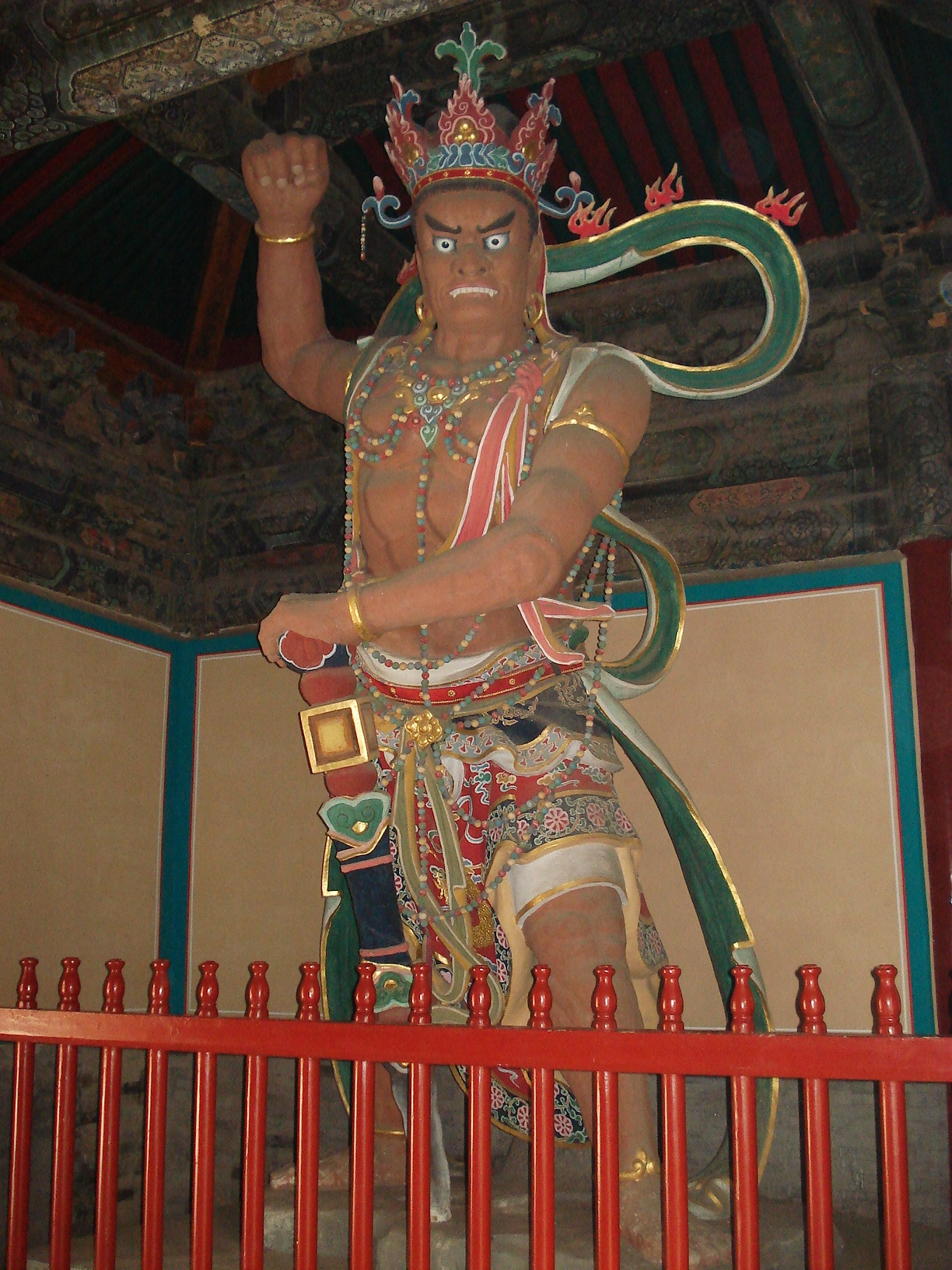
密迹金刚力士（哼将），中国北京碧云寺
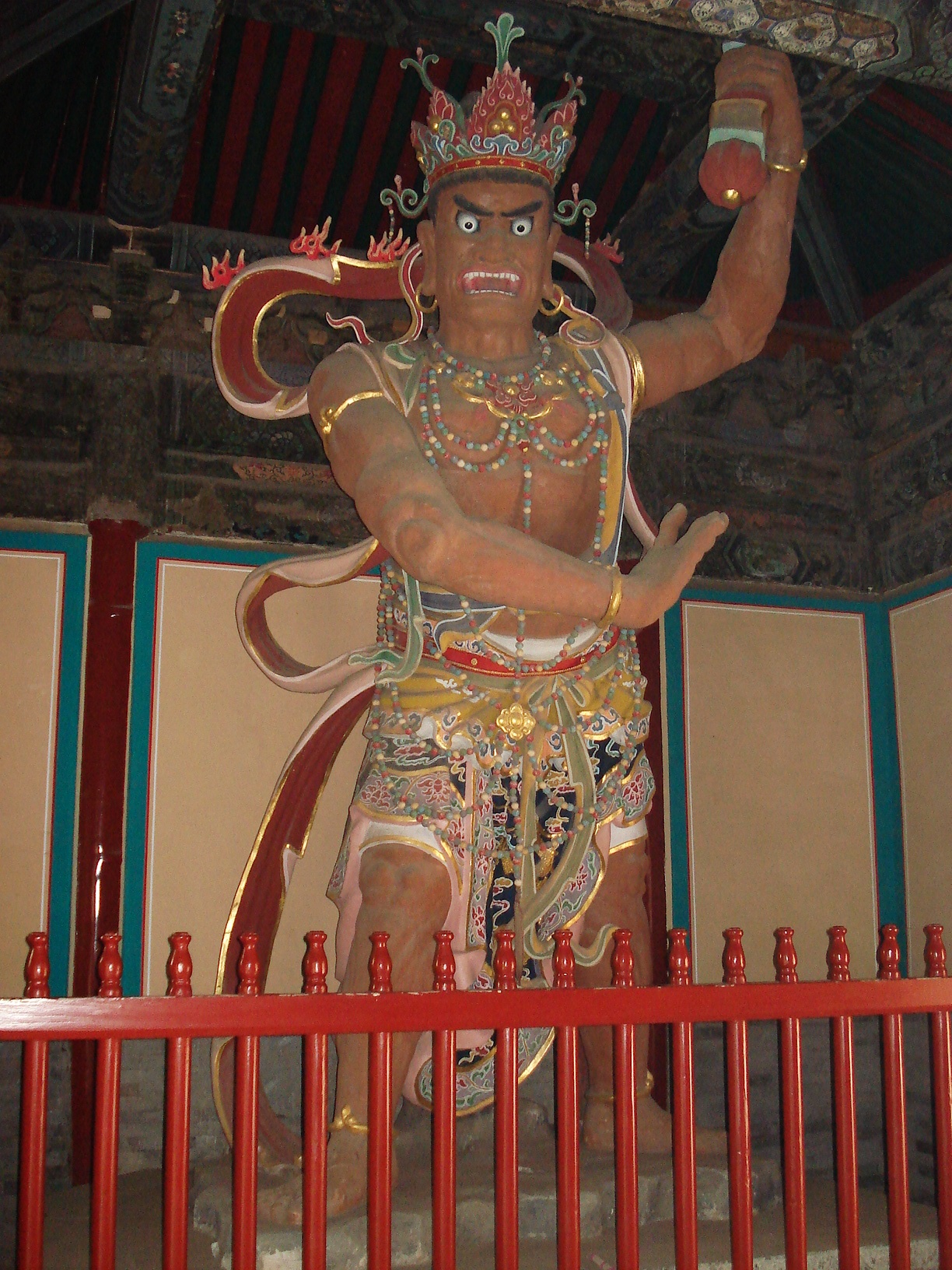
那罗延坚固王（哈将），中国北京碧云寺

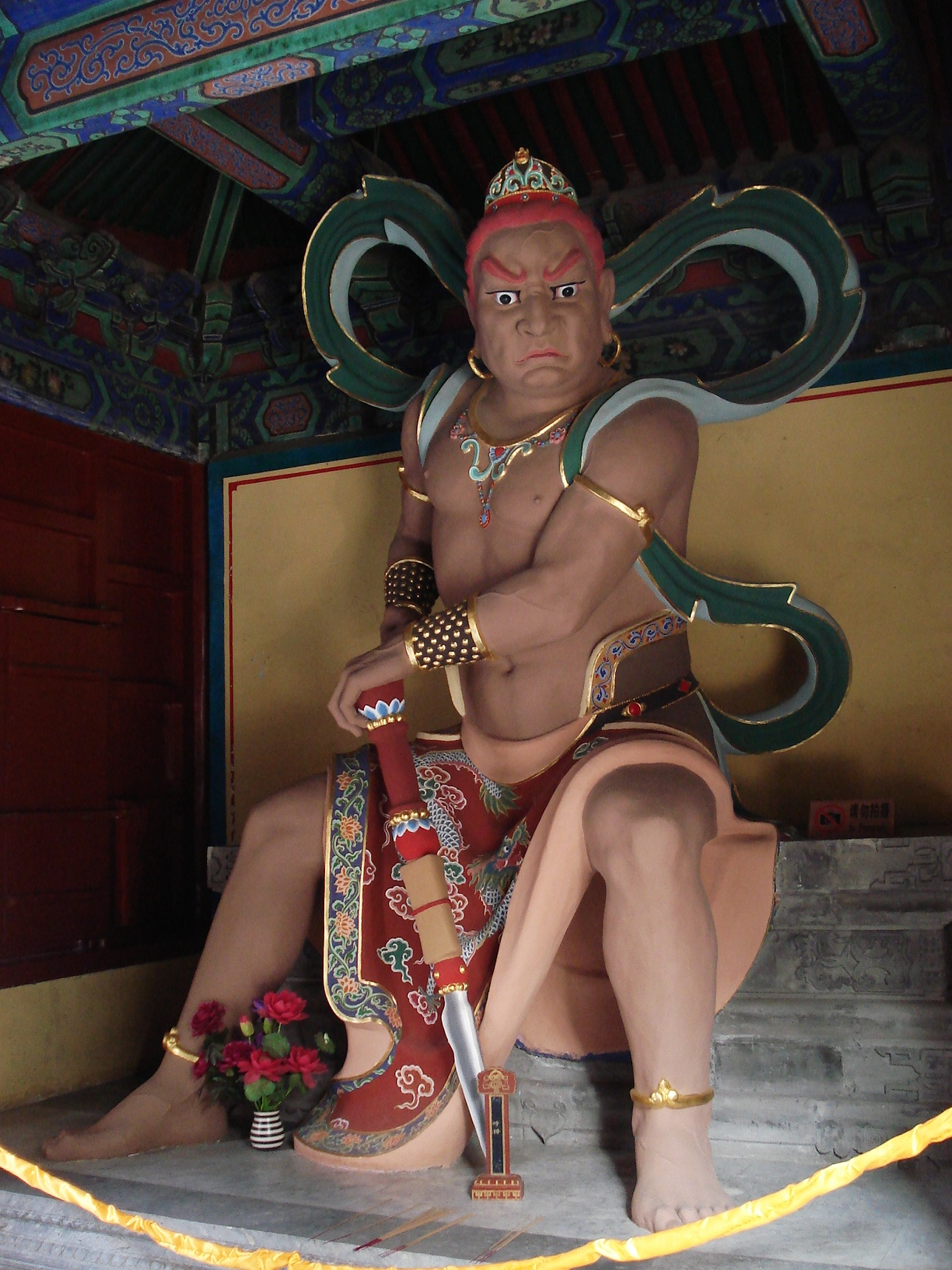
密迹金刚力士（哼将），中国北京十方普觉寺（卧佛寺）
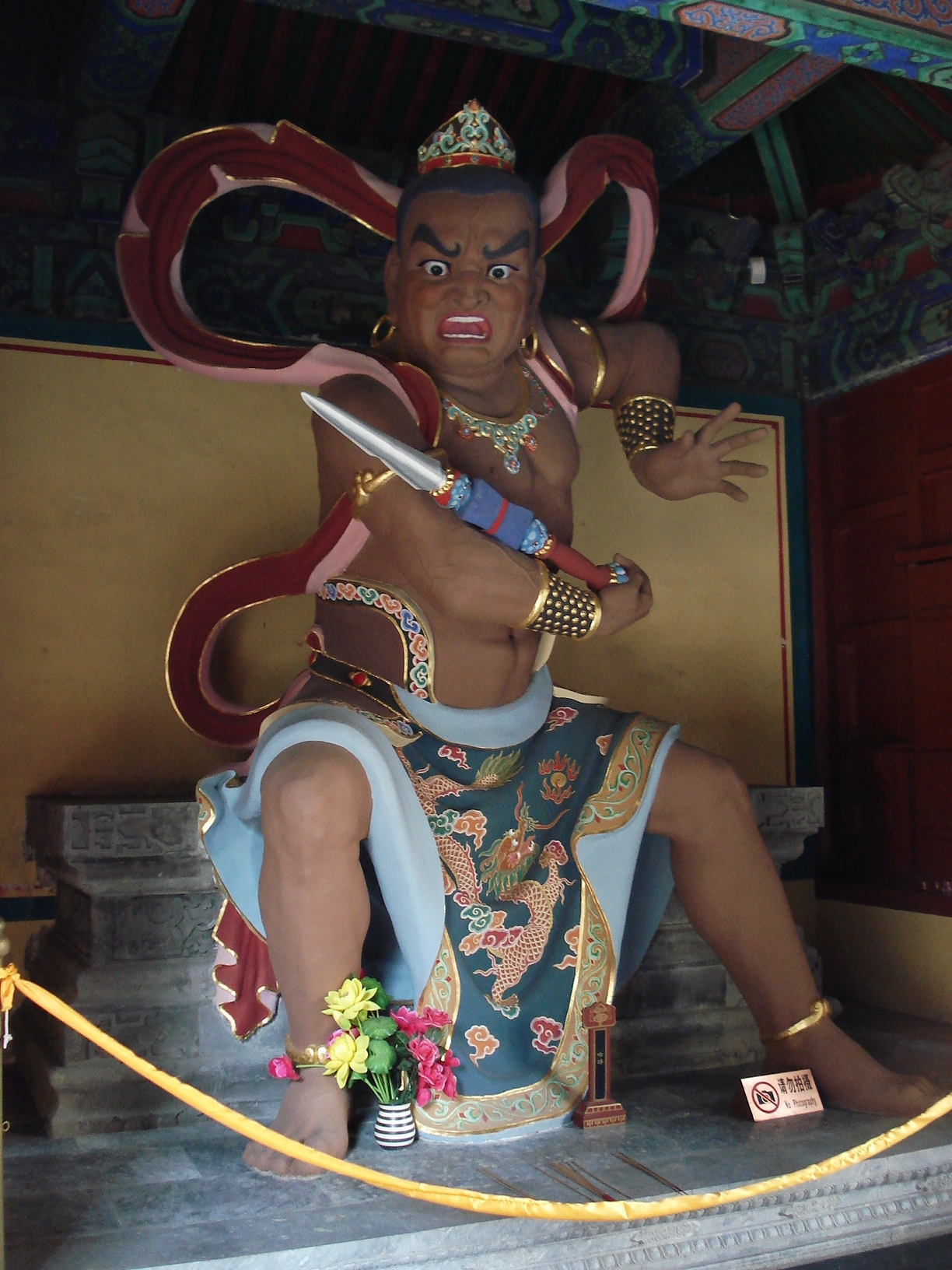
那罗延坚固王（哈将），中国北京十方普觉寺（卧佛寺）

## 封神演义

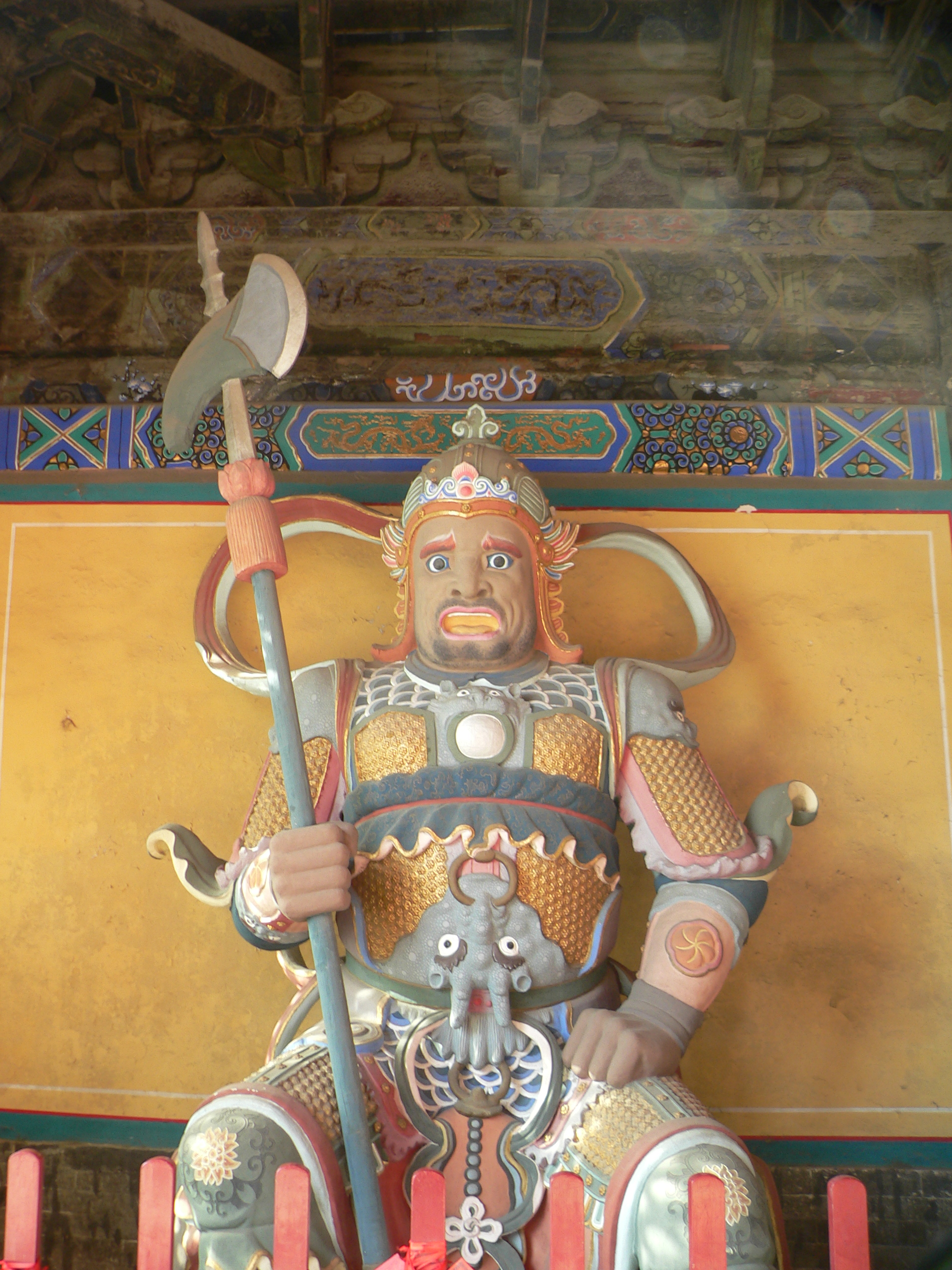
大门左侧，北京东岳庙
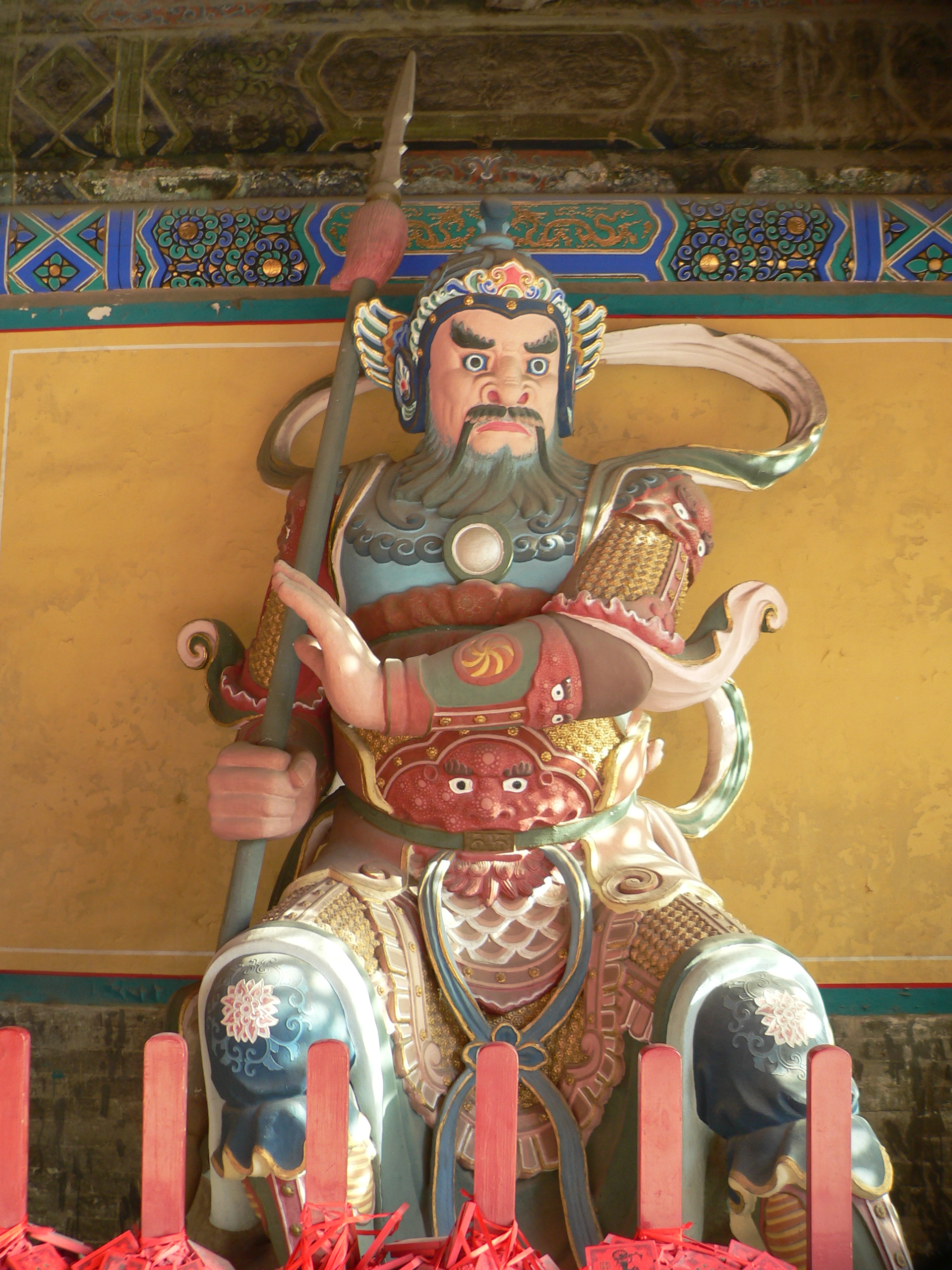
大门右侧，北京东岳庙

哼哈二將，為明代小說《封神演義》作者根據佛教守護寺廟的兩位門神，附會而成的兩員神將。形象威武凶猛，一名鄭倫，能鼻哼白氣制敵；一名陳奇，能口哈黃氣擒將。
《封神演義》上說鄭倫原為商紂的部將，拜崑崙山度厄真人為師。真人傳給他竅中二氣，將鼻一哼，響如鐘聲，並噴出兩道白光，吸人魂魄。後來被周文王擒獲改邪歸正，卻又被紂王的部下金大升斬死。
陳奇也是商紂王的部將，曾受異人秘傳，養成腹中一道黃氣，張口一哈，黃氣噴出，見之者魂魄自散。後來被哪吒刺死。在姜子牙封神時敕封鄭倫、陳奇鎮守西釋山門，宣佈教化、保護法寶，這就是民間所流傳的哼哈二將。